# Kneajpil, Camenița
Kneajpil (în ucraineană Княжпіль) este o comună în raionul Camenița, regiunea Hmelnîțkîi, Ucraina, formată numai din satul de reședință.

## Demografie
Componența lingvistică a comunei Kneajpil
     Ucraineană (99,23%)
     Alte limbi (0,77%)
Conform recensământului din 2001, majoritatea populației comunei Kneajpil era vorbitoare de ucraineană (99,23%), existând în minoritate și vorbitori de alte limbi.